# Pseudopanurgus pauper
Pseudopanurgus pauper là một loài Hymenoptera trong họ Andrenidae. Loài này được Cresson mô tả khoa học năm 1878.